# 日本平テレビ・FM放送所
日本平テレビ・FM放送所（にほんだいらテレビ・エフエムほうそうじょ）は、静岡市清水区草薙の日本平に置かれている放送送信所である。

## 概要
1957年6月1日、NHK静岡放送局が総合テレビの電波を5chで送信し始めたのが、この送信所の起こりである。その後、1970年代までにNHK静岡の教育テレビと県域民放4社の送信所が出揃い、静岡県のアナログテレビジョン放送親局としての地位を確立。自局では静岡県中部地域と伊豆西海岸をカバーしていた。
FMラジオ放送はNHK静岡が1964年4月1日に実験放送を始め、それからちょうど19年後の1983年4月1日に民放のFM静岡が、1996年6月2日に地元コミュニティ局のエフエムしみず（現・エフエムしみず静岡）が、いずれも静岡放送の送信所を利用して放送を始めた。
しかし、テレビジョン放送のデジタル化に際し、NHKと県内民放連加盟5社は送信所を集約することで合意し、日本平デジタルタワーを建設した。
2011年7月24日のアナログ放送終了後、NHKとK-MIXはFMの送信所をデジタルタワーに移設。アナログテレビジョン放送の送信施設は5社局6波全部が2012年中に解体し撤去された。
このため、現在この記事の範疇にある放送局では、エフエムしみず静岡が一連の措置に伴い自社で新たに整備した送信所だけがある。

## 歴史

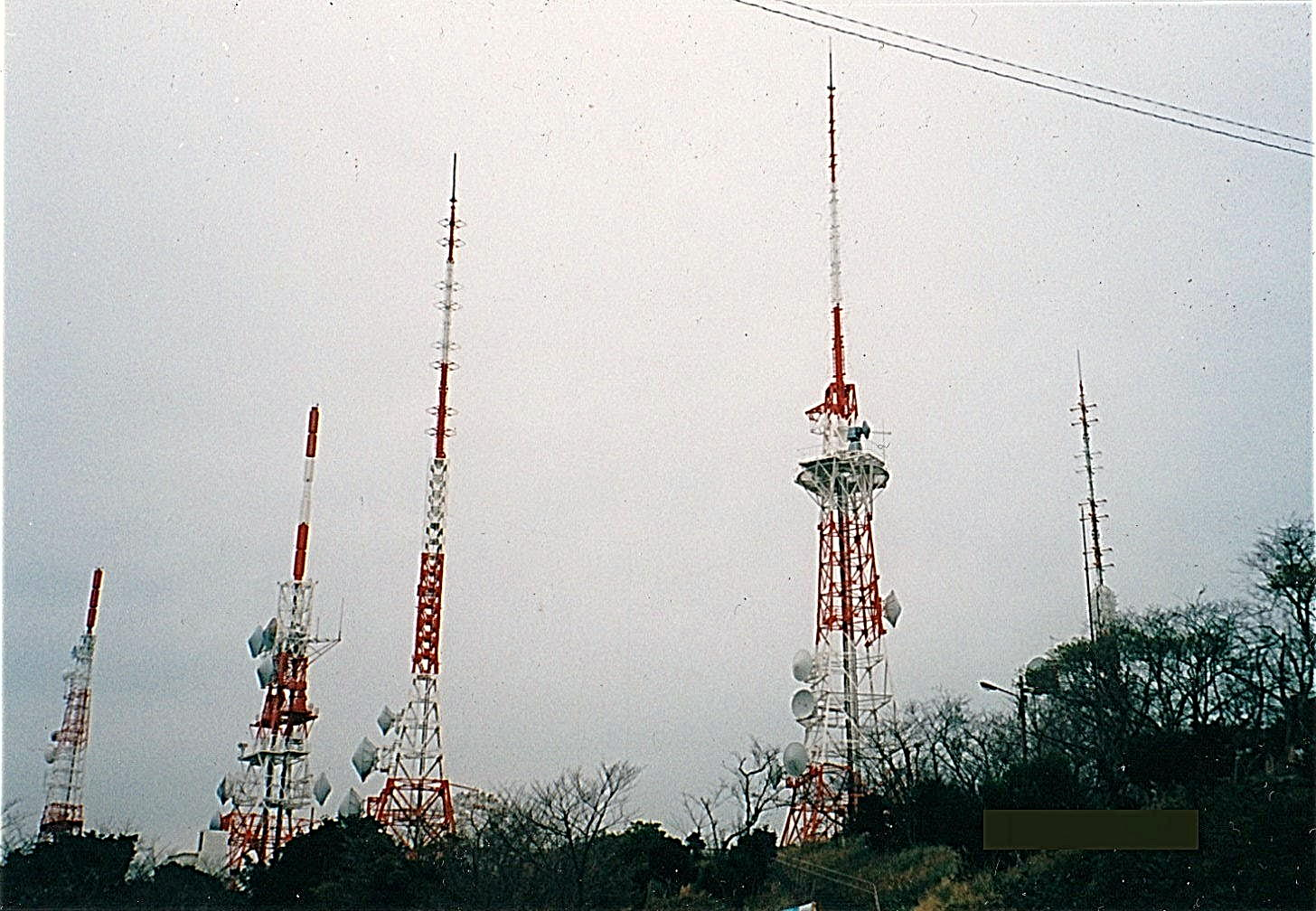
1998年頃の日本平テレビ・FM送信所の鉄塔群

- 1957年6月1日 - NHK静岡放送局、5chでアナログ総合テレビの放送開始
- 1958年11月1日 - 静岡放送、アナログ標準テレビ本放送開始
- 1959年5月1日 - NHK静岡、アナログ総合テレビを9chに変更
- 1962年1月8日 - NHK静岡、アナログ教育テレビ（Eテレ）本放送開始
- 1964年4月1日 - NHK静岡、FM実験放送開始
- 1968年12月24日 - テレビ静岡開局、アナログ標準テレビ本放送開始
- 1969年3月1日 - NHK静岡、FM本放送開始
- 1978年7月1日 - 静岡県民放送（現・静岡朝日テレビ）開局、アナログ標準テレビ本放送開始
- 1979年7月1日 - 静岡第一テレビ開局、アナログ標準テレビ本放送開始
- 1983年4月1日 - 静岡エフエム放送開局、FM本放送開始
- 1996年6月2日 - エフエムしみず開局、FM本放送開始
- 2011年7月24日 - アナログ標準テレビ5局6波、この日を以って廃止。前後してNHK静岡と静岡エフエム放送がFM送信所をデジタルタワーに移設。
- 2012年 - アナログ標準テレビ5局6波の送信設備が撤去される。

## コミュニティFMラジオ放送
| 周波数  | 放送局名           | コールサイン | 空中線<>電力 | 実効輻射電力 | 放送区域 内世帯数 |
| ------- | ------------------ | ------------ | ------------ | ------------ | ----------------- |
| 76.9MHz | エフエムしみず静岡 | JOZZ6AC-FM   | 20W          | 100W         | -br               |

## 地上アナログテレビジョン放送
| チャンネル | 放送局名            | コールサイン | 空中線電力          | ERP                   | 放送対象地域 | 放送区域 内世帯数 | 放送終了日    |
| ---------- | ------------------- | ------------ | ------------------- | --------------------- | ------------ | ----------------- | ------------- |
| 02ch       | NHK静岡 教育        | JOPB-TV      | 映像1kW/ 音声250W   | 映像6.6kW/ 音声1.65kW | 全国放送     | 約40万世帯        | 2011年7月24日 |
| 05ch→09ch  | NHK静岡 総合        | JOPK-TV      | 映像1kW/ 音声250W   | 映像10.5kW/ 音声2.7kW | 静岡県       | 約40万世帯        | 2011年7月24日 |
| 11ch       | SBS 静岡放送        | JOVR-TV      | 映像1kW/ 音声250W   | 映像10kW/ 音声2.5kW   | 静岡県       | 約40万世帯        | 2011年7月24日 |
| 31ch       | SDT 静岡第一テレビ  | JOSX-TV      | 映像10kW/ 音声2.5kW | 映像94kW/ 音声4kW     | 静岡県       | 約40万世帯        | 2011年7月24日 |
| 33ch       | SATV 静岡朝日テレビ | JOSI-TV      | 映像10kW/ 音声2.5kW | 映像95kW/ 音声24kW    | 静岡県       | 約40万世帯        | 2011年7月24日 |
| 35ch       | SUT テレビ静岡      | JOQH-TV      | 映像10kW/ 音声2.5kW | 映像100kW/ 音声25kW   | 静岡県       | 約40万世帯        | 2011年7月24日 |

- SATVとSDTは、開局時期が1年しか違わなかったということもあり鉄塔を共有していた。
- 2011年7月24日の停波をもって全局廃止となった。

## その他
- 地上デジタルテレビ放送およびFMラジオ放送（NHK-FM放送・K-mix）の概要については、当該項を参照の事。[3]